# Lluïsa Mountbatten
Lluïsa Mounbatten, reina de Suècia (Londres 1889 - Estocolm 1965). Nascuda princesa de Battenberg, a partir de l'any 1917 es convertí en lady anglesa i a partir de 1923 en princesa de Suècia.

## Naixement i família
Nascuda el 13 de juliol de 1889 a Londres era filla de la princesa Victòria de Hessen-Darmstadt i del príncep Lluís de Battenberg. En conseqüència, era neta, per part de mare, del gran duc Lluís IV de Hessen-Darmstadt i de la princesa Alícia del Regne Unit mentre que per part de pare ho era del príncep Alexandre de Hessen-Darmstadt i de la comtessa polonesa creada princesa de Battenberg Júlia von Hauke. Entre els seus ascendents es trobava la reina Victòria I del Regne Unit, que era la seva besàvia. A més, era neboda de la tsarina Alexandra F'dorovna
La seva infantesa transcorregué íntegrament al Regne Unit i especialment a la Cort de la seva besàvia, la reina. L'any 1917 el Regne Unit es trobava en plena guerra amb l'Imperi alemany i la família Battenberg renuncià als seus títols d'origen germànic adquirint el britànic de marquès de Milford-Haven. Lluïsa va renunciar a la dignitat de princesa i adquirí la de lady, tractament que li corresponia per ser filla d'un aristòcrata anglès.

## Casament
L'any 1923 es casà amb el príncep hereu i després rei Gustau VI Adolf de Suècia que era fill del rei Gustau V de Suècia i de la princesa Victòria de Baden. El príncep era net per branca paterna del rei Òscar II de Suècia i de la princesa Sofia de Nassau mentre que per part de mare ho era del gran duc Frederic I de Baden i de la princesa Lluïsa de Prússia.
L'any 1920, el llavors príncep hereu i després rei Gustau VI Adolf de Suècia restà viudu de la princesa Margarida del Regne Unit que era una cosina de la mare de lady Lluïsa. El príncep decidí casar-se de nou i aquesta vegada escollí a lady Lluïsa celebrant-se el matrimoni el 3 de novembre de 1923. Lady Lluïsa adquiria el tractament d'altesa reial i el títol de princesa de Suècia. Des de 1950 i fins a 1965 tingué el títol de reina de Suècia. La parella no tingué fills, malgrat que sí un avortament, tot i que indocumentat.